# Panda Bear
Noah Lennox, dit Panda Bear, est un musicien expérimental, compositeur et interprète américain, né le 17 juillet 1978 à Charlottesville en Virginie. Il est cofondateur du groupe Animal Collective et suit en parallèle une carrière solo.
Son troisième album, Person Pitch (2007), a influencé de nombreux musiciens de musique indie et est considéré par certains critiques comme prédécesseur du mouvement chillwave.
Son pseudonyme vient des pandas que Noah Lennox dessinait adolescent sur ses premières mixtapes.

## Biographie

### Enfance
Noah Benjamin Lennox nait le 17 juillet 1978 à Charlottesville en Virginie, ses parents et lui déménagent à Baltimore dans le Maryland lorsqu'il a trois ans. Il y grandit dans le quartier de Roland Park. Il fréquente la Waldorf School of Baltimore puis la Kimberton Waldorf School en Pennsylvanie. Le père de Noah Lennox suit un cursus de chirurgien orthopédique, ce qui conduit la famille à déménager de nombreuses fois. 
Il pratique le piano jusqu'à l'âge de huit ans, puis le violoncelle et sera plus tard chanteur tenor dans la chorale de son lycée .
À l'adolescence, Noah Lennox commence à écouter de la musique électronique, particulièrement de la house et de la techno. Il cite Aphex Twin comme une référence importante. Il pratique le football américain et le basketball. Il est meneur de l'équipe de son lycée dont son frère, Matt Lennox, est le capitaine. Le morceau Brother Sport lui est dédié.
Bien que n'ayant pas eu d'éducation religieuse particulière, Lennox s'intéresse au « concept de Dieu » et étudie la religion à l'Université de Boston d'où il sort diplômé.

## Carrière musicale

### Animal Collective
Noah Lennox rencontre Josh Dibb (Deakin) au lycée et deviennent amis. Deakin le présente à ses amis Avery Tare (Dave Portner) et Brian Weitz (Geologist). Ensemble, ils jouent et enregistrent, partagent leur conception de la musique et se produisent sous différentes configurations de groupe.
Naissant principalement d'une collaboration entre Avey Tare et Panda Bear, les premiers albums du groupe seront crédités sous le nom des membres y étant présents : le premier album Spirit They've Gone, Spirit They've Vanished, est par exemple crédité sous le nom de Avey Tare & Panda Bear.
Ce n'est qu'à la sortie en 2003 de Here Comes the Indian que le groupe s'accorde finalement sur le nom d'Animal Collective, et les albums sortis précédemment seront rétrospectivement considérés comme étant de Animal Collective. 
Lennox explique en interview que le groupe de rock expérimental Black Dice aura largement influencé sa manière d'évoluer dans son propre groupe : « Black Dice took us on our first tour and I feel like the wisest things I’ve learned about being in a band I learned by watching them ».
Panda Bear est principalement batteur au sein du groupe (influencé par Stewart Copeland), mais il sert aussi de chanteur et auteur-compositeur secondaire après Avey Tare. Il joue également de la guitare (notamment sur l'album Sung Tongs) et des samplers (notamment sur Merriweather Post Pavilion).

### Carrière solo
Influencées par les musiques électroniques qu'écoute Lennox, ses productions sont qualifiées de pop expérimentale,, de pop lo-fi, neo-psychedelique et de rock indie . 
Son premier album éponyme sort en 1999 sur le label Soccer Star. 
Après s'être concentré sur les enregistrements et tournées avec Animal Collective, son deuxième album Young Prayer sort en 2004, suivi du troisième et plus reconnu Person Pitch en 2007.
Le 12 avril 2011, il publie Tomboy sur son propre label Paw Tracks. Plusieurs morceaux avaient déjà été joués en concert dès 2008. 
En 2014 il publie le EP Mr Noah qui précède la sortie, annoncée pour janvier 2015, d'un cinquième album, Panda Bear Meets the Grim Reaper.

### Collaborations
Lennox joue également dans les groupes Jane et Together avec le DJ Scott Mou. Il collabore sur des morceaux d'Atlas Sound (de Bradford Cox de Deerhunter), de Ducktails (Matt Mondanille, guitariste de groupe Real Estate), et d'artistes de musique électronique comme Zomby et Pantha du Prince sur son album Black Noise. 
En 2013, il apparait au chant sur le morceau Doin' It Right de Daft Punk sur l'album Random Access Memories .
En 2022, il collabore avec DJ Falcon et Alan Braxe sur le morceau Step By Step. DJ Falcon avait, tout comme Panda Bear, collaboré avec les Daft Punk sur l'album Random Access Memories.

## Vie privée
En 2003, Lennox découvre Lisbonne, au Portugal, à l'occasion d'une tournée d'Animal Collective. Là-bas il rencontre sa femme Fernanda Pereira, styliste et designer, et quitte New York pour s'y installer en 2004. Il explique s'être senti « connecté au style de vie européen ». Deux enfants naissent de leur union : Nadja, en 2005 puis un fils en 2010.
Lennox et Pereira collaborent en 2007 sur la ligne de sweatshirts 2nd Things.

## Matériel
Synthétiseurs
- Minimoog Voyager[22],[23]
- Korg M3[réf. nécessaire]

Echantillonneurs numériques
- Roland SP-555 - [réf. nécessaire]
- Boss SP-303 "Dr. Sample"[24]
- Teenage Engineering OP-1[25]

Boîtes à rythmes
- JoMoX Xbase 999[23]

## Discographie

### Solo
Albums
EP et singles

### Avec Animal Collective
Albums studio
- 2000 :  Spirit They're Gone Spirit They've Vanished
- 2001 : Danse Manatee
- 2002 : Hollinndagain
- 2003 : Campfire Songs
- 2003 : Here Comes the Indian (Paw Tracks)
- 2004 : Sung Tongs (Fat Cat Records)
- 2005 :  Feels (Fat Cat Records)
- 2007 : Strawberry Jam (Domino)
- 2009 : Merriweather Post Pavilion (Domino)
- 2012 : Centipede Hz (Domino)
- 2014 : Painting With (Domino)

EP
- 2005 : Prospect Hummer
- 2006 : People
- 2008 : Water Curses
- 2009 : Fall Be Kind
- 2013 : Monkey Been to Burn Town
- 2017 : The Painters

### Autres projets
Panda Bear & Sonic Boom
- 2022 - Reset

### Collaborations
- Anna sur l'album East of Eden de Taken by Trees en Septembre 2009
- Walkabout sur l'album Logos d'Atlas Sound en Octobre 2009
- Stick to My Side sur l'album Black Noise de Pantha du Prince en février  2010
- Killin' the Vibe  sur l'album Ducktails III: Arcade Dynamics de Ducktails en Janvier 2011
- Things Fall Apart sur l'album Dedication de Zomby en juillet 2011
- Pyjama sur l'album Tracer de Teengirl Fantasy en août 2012
- Doin' It Right sur l'album Random Access Memories de Daft Punk en mai 2013
- Time (Is), Binz, Beltway et I'm a Witness  sur l'album When I Get Home de Solange en mars 2019
- I Don't Need a Crowd sur l'album I Don't Need a Crowd/The One That Got Away 7 de Paul Maroon en mars 2019
- Studie sur l'album Anicca de Teebs en Septembre 2019
- Gameday Continues sur l'album HBCU Gameday de Sporting Lifeen  en janvier 2020
- Just a Little Piece of Me sur l'album All Things Being Equal  de Sonic Boom en juin 2020
- Step By Step de Braxe et Falcon en mars 2022